# Brazylia na Letnich Igrzyskach Olimpijskich 1992
Brazylię na Letnich Igrzyskach Olimpijskich 1992 reprezentowało 182 zawodników, 132 mężczyzn i 50 kobiet.

## Zdobyte medale
| Medal  | Zawodnik | Dyscyplina | Konkurencja           |
| ------ | --- | ---------- | --------------------- |
| Złoto  | Marcelo Teles Negrão Jorge Edson Brito Giovane Farinazzo Gávio Paulo da Silva Maurício Lima Janelson Carvalho Douglas Chiarotti Antônio Gouveia Talmo Curto Oliveira André Ferreira Alexandre Samuel Amauri Ribeiro | Siatkówka  | turniej mężczyzn      |
| Złoto  | Rogério Cardoso | Judo       | Waga do 65 kg         |
| Srebro | Gustavo Borges | Pływanie   | 100 m stylem dowolnym |